# Boyce (Louisiana)
Boyce és una població dels Estats Units a l'estat de Louisiana. Segons el cens del 2000 tenia 1.190 habitants.

## Demografia
Segons el cens del 2000, Boyce tenia 1.190 habitants, 426 habitatges, i 310 famílies. La densitat de població era de 866,9 habitants/km².
Dels 426 habitatges en un 40,4% hi vivien nens de menys de 18 anys, en un 35% hi vivien parelles casades, en un 35% dones solteres, i en un 27,2% no eren unitats familiars. En el 23,2% dels habitatges hi vivien persones soles l'11,5% de les quals corresponia a persones de 65 anys o més que vivien soles. El nombre mitjà de persones vivint en cada habitatge era de 2,79 i el nombre mitjà de persones que vivien en cada família era de 3,32.
Per edats la població es repartia de la següent manera: un 34,8% tenia menys de 18 anys, un 11,8% entre 18 i 24, un 23,3% entre 25 i 44, un 18,1% de 45 a 60 i un 12,1% 65 anys o més.
L'edat mediana era de 29 anys. Per cada 100 dones de 18 o més anys hi havia 67,2 homes.
La renda mediana per habitatge era de 17.727 $ i la renda mediana per família de 20.000 $. Els homes tenien una renda mediana de 24.000 $ mentre que les dones 13.600 $. La renda per capita de la població era de 9.616 $. Entorn del 37,9% de les famílies i el 40,7% de la població estaven per davall del llindar de pobresa.

## Poblacions més properes
El següent diagrama mostra les poblacions més properes.